# Fritz Lindemann
Fritz Lindemann, nemški general, * 11. april 1894, † 22. september 1944.